# 神之瀬ヒロノ
神之瀬ヒロノは千葉県我孫子市出身のシンガーソングライターである。
東京都立代々木高等学校を卒業。
400曲以上のオリジナル作品を持ち、歌、作詞、作曲、編曲、ピアノ、ベース、ギターの演奏を行う。アメリカ、カナダ、メキシコ、ヨーロッパ全域など23ヵ国で海外公演を行う。2010年、フランスにてJapan Expoに出演。2021年、｢大和 THE MACHINE｣がフランスのiTunes StoreJ-POPトップソング3位を記録。